# Heinz Franke (Journalist)
Heinz Franke (geboren 28. Dezember 1903 in Nordhausen; gestorben 16. Oktober 1995 in Starnberg) war ein deutscher Journalist und Herausgeber für die NS-Propaganda mit Wirkungsort in München und Berlin.

## Leben
Franke hatte einen kaufmännischen Beruf erlernt. Zur Zeit der Weimarer Republik trat er zum 1. November 1928 der NSDAP bei (Mitgliedsnummer 103.408). Nachdem Adolf Hitler am 27. April 1930 auf der Münchner Führertagung zunächst Joseph Goebbels zum Reichspropagandachef ernannt hatte, übertrug Heinrich Himmler noch im selben Jahr im Oktober 1930 die Geschäftsführung der Reichspropaganda-Leitung I (RPL I) an Heinz Franke, während der ehemalige Gauleiter Fritz Reinhardt die RLP II übertragen bekommen hatte.
Zur Reichspräsidentenwahl am 10. April 1932 beauftragte Franke den Illustrator Felix Albrecht mit einem dann unter dem Titel Ein Mann gegen Parteikadaver und Interessenhaufen! in der Graphische Werkstätten GmbH in Berlin gedruckten Wahlplakat, das den übergroßen Hitler im Profil über stilisierten Massenkundgebungen zeigt sowie Karikaturen verschiedener Parteien.
1936 fungierte Franke für den Zentralverlag der NSDAP, nun als Hauptschriftleiter mit Sitz in Berlin, Zimmerstraße 88, für die Zeitschrift NS-Funk, das amtliche Organ der Reichsrundfunkkammer sowie die einzige parteiamtliche Rundfunkzeitschrift der NSDAP mit dem vollständigen und ungekürzten Programm aller deutschen Sender.

## Schriften (Auswahl)
zumeist in München im Franz-Eher-Verlag (Nachfolger), um 1932:
- Adolf Hitlers Programm. Motto: Solange ich lebe, werde ich für das deutsche Volk ..., vierseitiger Sonderdruck aus dem Völkischen Beobachter mit einer Porträtfotografie Adolph Hitlers, Einblattdruck, [1932]
- Stürzt das System, 1932
- Vom System verboten! Nationalismus als staatspolitische Notwendigkeit, 1932
- Die Journaille lügt! Inflation! Kriegshetzer-Reaktionäre. (= Kampfschrift, Heft 6), München: Eher, [1932]
- Lügen über Coburg,  München: Eher [1932]
- Nieder mit der Alfred Hugenberg-Reaktion!, Frz. Eher Nachf., 1932
- Arbeiterverrat (= Broschürenreihe der Reichspropaganda-Leitung der NSDAP, Heft 1), München: Franz Eher Nachfolger, 1932
- Warum?, München: Eher 1932
- Warum Hindenburg?, München: Franz Eher Nachf., 1932
- Die Wahrheit über Braunschweig! (= Kampfschrift), München: Eher 1932
- Die Partei der 'Köpfe', München: Eher 1932
- Der Schwindel des Bolschewismus, München: Eher Verlag, 1932
- Korruptionssumpf Preußen, 1932
- Gegen das System der ewigen Zwietracht, 1932
- Trommeln und Sirenen. Rundfunkbilder vom politischen Soldaten und Arbeiter. Der 9. und 10. November 1933. Mit einem Geleitwort von Dr. Goebbels (1934)